# 支配 (经济学)
市场支配地位（英語：market dominance）描述的是一个公司能够控制市场的情况。一个占支配地位的公司拥有影响竞争和影响市场价格的权力。一个公司的支配地位是衡量一个品牌、产品、服务或公司相对于竞争产品的市场力量，据此，一个占支配地位的公司可以独立于其竞争对手或消费者，并且不关心资源分配。支配地位既是一个法律概念也是一个经济概念，在确定一个公司的市场地位是否为支配地位时，这两者的区别很重要。